# Lispe jamesi
Lispe jamesi är en tvåvingeart som beskrevs av John Otterbein Snyder 1954. Lispe jamesi ingår i släktet Lispe och familjen husflugor. Inga underarter finns listade i Catalogue of Life.